# 近松行重

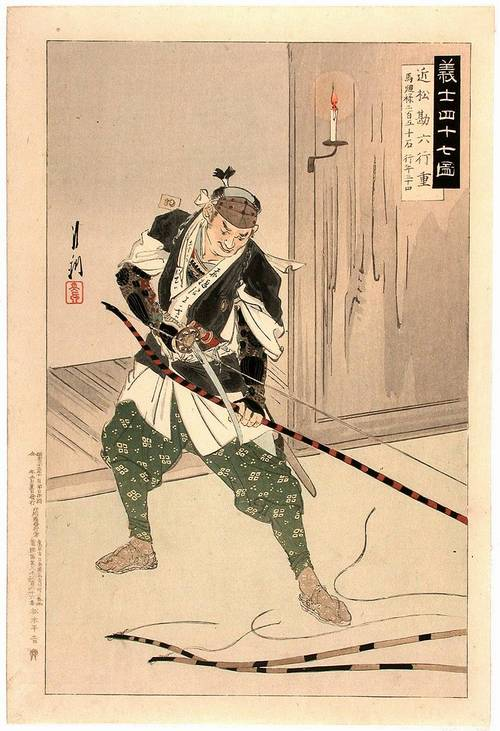
『義士四十七図　近松勘六行重』（尾形月耕画）

近松 行重 （ちかまつ ゆきしげ、寛文10年（1670年） - 元禄16年2月4日（1703年3月20日））は、江戸時代前期の武士。赤穂浪士四十七士の一人。通称は勘六（かんろく）。変名は、森清助、田口三介。

## 生涯
寛文10年（1670年）、近松行生の子として誕生。馬廻役でニ百五十石。異母弟に奥田行高、他に討ち入り不参加の弟二人、異母妹のお百がいる。
源義高の末流を称し、先祖は近江国の佐々木六角家の典医・近松家を継いだ。祖父の近松伊看は豊臣秀頼に仕えて、後に法眼に叙せられる医師となり、三次浅野家に仕えた。その後、浅野長直の懇願により赤穂藩の典医として仕えたともされる。父・行正も医者だったという。
しかし『誠忠義士伝』では、行重は赤穂浅野氏の譜代家臣であったと書かれ、赤穂の大石神社に先祖代々使用した槍が奉納されている。
元禄14年（1701年）3月14日、江戸城松之大廊下で主君・浅野長矩が吉良義央へ刃傷におよび、浅野長矩は即日切腹、赤穂藩は改易となった。赤穂城開城後、早水満尭と高野山へ登り、浅野長矩の碑を建立している。その後、近松家本家がある近江国野洲郡蛭田（現・滋賀県野洲市）へ隠れ住み、一時本家近松伊井の猶子となり、大石良雄ら同志と連絡をとりあった。元禄15年（1702年）2月、江戸急進派の鎮撫のため吉田兼亮とともに江戸へ下る。田口三介と変名して吉田とともに新麹町に借家を借りて潜伏した。8月に京都へ戻り、大石良雄に江戸の状況を報告。10月、大石に同行して江戸へ下った。江戸に着くと、三浦十右衛門と変名して石町三丁目に潜んだ。
12月14日の吉良邸討ち入りでは表門隊に属して屋外の守りについた。その際に敵と激しく斬り結んだが泉水に叩き落され、味方が駆けつけ危ういところを救われている（この相手は山吉盛侍ともいわれる）。また、泉水に落ちたときに左股に深手を負い、引き上げの際には駕籠に乗せられている。
武林隆重が吉良義央を斬殺し、一同がその首をあげたあとは、細川綱利の屋敷にお預けとなる。元禄16年（1703年）2月4日、江戸幕府の命により切腹。享年34。墓所は泉岳寺で戒名は、刃随露劔信士。

## 後史
提出された「親類書」には妻子なしとある。甥（奥田行高の子）・仁尾清十郎は徳島藩士となるが、家中と敵対して心労もあり24歳で早世。異母妹・お百も実子なく、近松・仁尾家の血統は絶えている。異母弟のうち文良は出家して谷中・長福寺の和尚になったという。

## 備考
- 行重には甚三郎という家僕がおり、浪人となった行重は暇を出そうとしたが、あくまでも参仕するよう願い、常に付き従った。討ち入り前夜には大石良雄に命じられて、瑤泉院に「金銀請払帳」その他の書類を届けている。その後、故郷である近江国野洲郡木部村に帰り帰農した。
- また、徳島県徳島市の慈光寺には死別した父母の墓が、滋賀県野洲市の錦織寺に下僕・甚三郎の墓がある。

## 創作
家僕の甚三郎は討ち入り当夜は門外で周辺を警備し、赤穂浪士一行が泉岳寺へ引き揚げる際、祝意を表しながら浪士たちに蜜柑や餅を手渡して回った。そのため後世、義僕と呼ばれた。これは『赤穂義士修養実話』にあり、芝居でも描写される話だが、同書は新井白石を「韓人」(朝鮮人）と記すなど内容の信憑性が低い。
史実では泉岳寺につくまで義士たちは飲食をしておらず、同寺に来た義士たちが蜜柑や餅など持っていた記録はない。

## 遺品
- 近松家伝来大槍 - 赤穂大石神社・義士史料館所蔵[9]。